# Saint-Priest-Taurion
Saint-Priest-Taurion är en kommun i departementet Haute-Vienne i regionen Nouvelle-Aquitaine i västra Frankrike. Kommunen ligger i kantonen Ambazac som tillhör arrondissementet Limoges. År 2022 hade Saint-Priest-Taurion 2 896 invånare.

## Befolkningsutveckling
Antalet invånare i kommunen Saint-Priest-Taurion
| Referens: INSEE |